# Aeropuerto de Menorca
El Aeropuerto de Menorca (IATA: MAH, OACI: LEMH) (en catalán: Aeroport de Menorca) es un aeropuerto español de Aena situado en el municipio de Mahón, que da servicio a la isla de Menorca. Se trata de un aeropuerto internacional con conexiones tanto con las otras Islas Baleares, como con la península, y también varios países europeos: Reino Unido, Francia, Alemania e Italia principalmente.
Se encuentra a 4 km de la ciudad de Mahón, la capital de la isla.
En el año 2017 pasaron por este aeropuerto 3.434.615 pasajeros, se realizaron 30.293 operaciones de vuelo y se transportaron 1.474 toneladas de mercancías.

## Historia

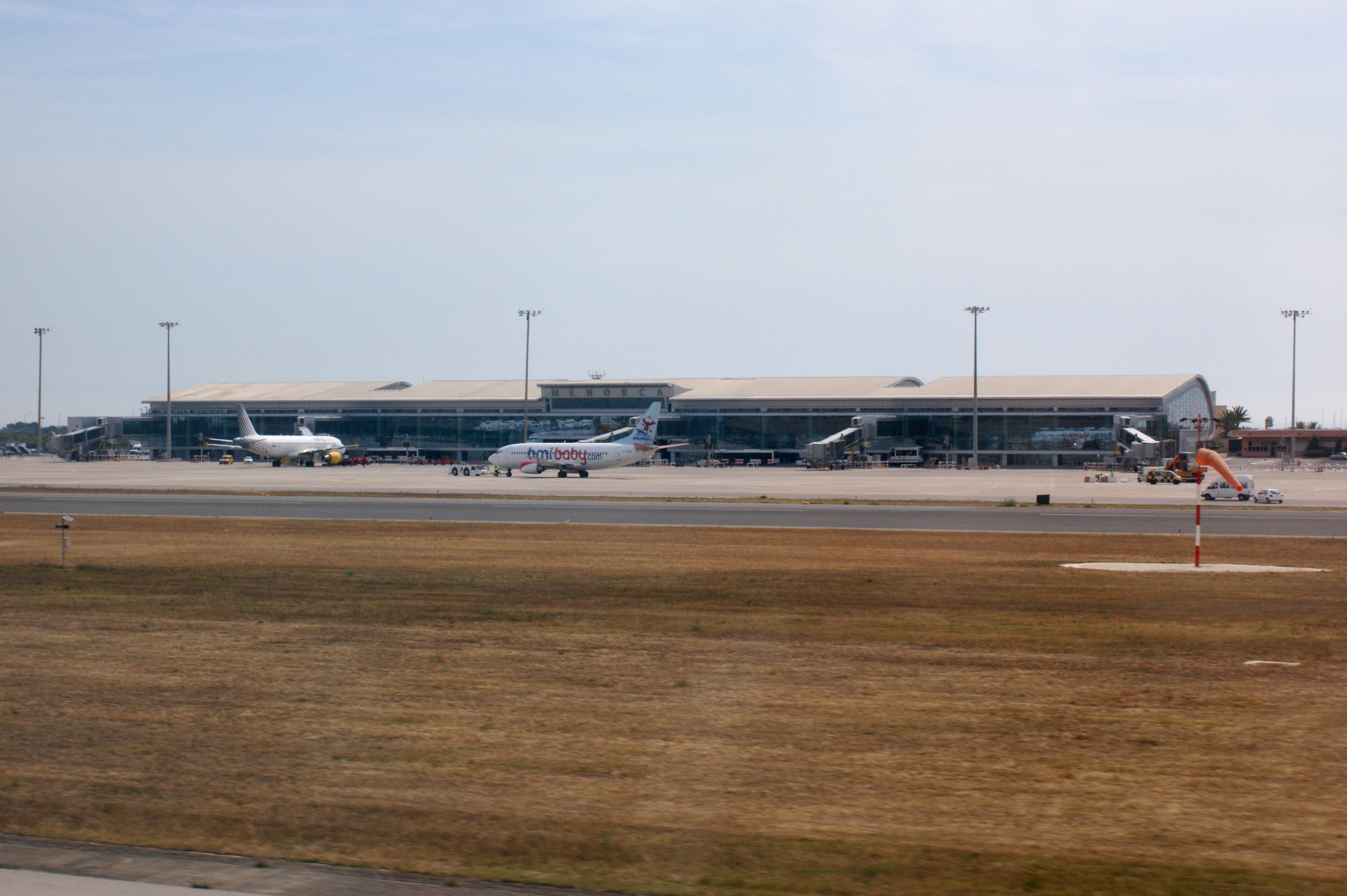
Vista general de la terminal y la zona de estacionamiento de aeronaves.

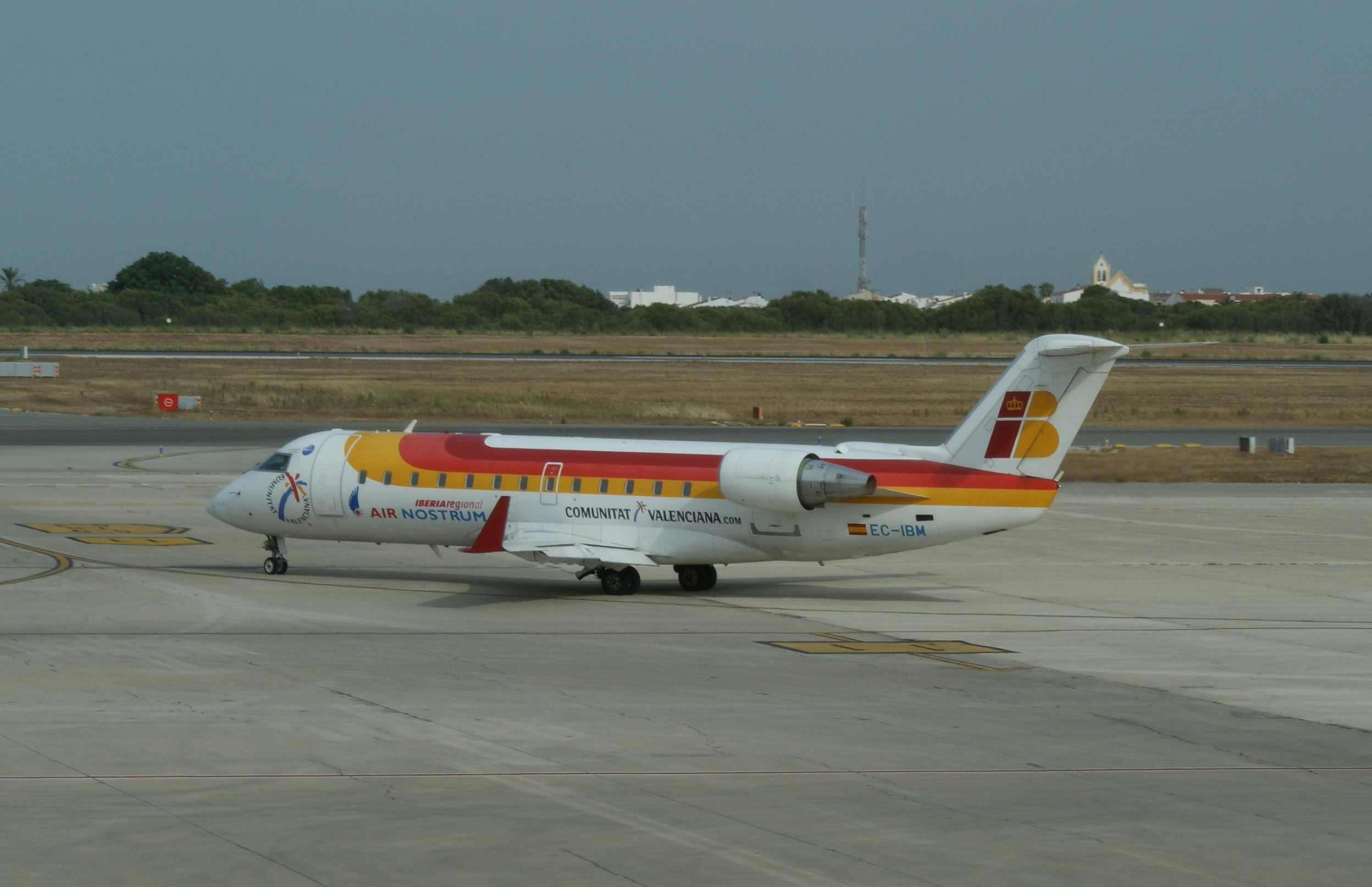
Bombardier CRJ 200 de Iberia Regional en el aeropuerto.

El aeropuerto registró su máximo nivel en 2001, cuándo batió su propio récord en cuanto a movimiento y llegada de pasajeros, alcanzando casi los 3 millones, mientras durante los años 2002, 2003, 2004 y 2005 sufrió una leve reducción de pasajeros, recuperándose en 2006 y 2007, en este último año alcanzó su segunda cota máxima tanto en movimientos como en número de pasajeros. Desde que empezara la crisis económica, entre el año 2008 y 2009, se redujo notablemente el volumen de pasajeros, que volvió a subir en 2010, 2011 y 2012, alcanzando en agosto de este último año el máximo histórico de pasajeros en este mes.
Hoy en día el aeropuerto acoge unas buenas perspectivas de crecimiento durante los meses de verano, pero la estacionalidad sigue siendo el principal problema, con mínimos de hasta 50.000 pasajeros en enero, a máximos que llegan a más de medio millón de pasajeros en agosto, lo que refleja claramente las grandes diferencias, en ocasiones desorbitadas, que existen entre la temporada baja y la temporada alta.

## Infraestructuras y servicios
El aeropuerto dispone de:
- 1 Terminal de carga
- 1 Terminal de pasajeros
- Más de 20 posiciones de estacionamiento de aeronaves comerciales
- Plataforma de aviación general
- 1 Aparcamiento de corta estancia
- 1 Aparcamiento gratuito exprés (10 min)
- 1 Aparcamiento de larga estancia
- 2 Aparcamientos de autobuses
- 1 Aparcamiento de coches de alquiler
- Zona comercial y de restaurantes
- 41 Mostradores de facturación, uno para equipajes especiales
- 16 Puertas de salida
- Sala Vip
- Desfibriladores
- Central eléctrica
- Torre de control
- Sala de autoridades
- Farmacia y botiquines
- 5 Fingers de embarque
- WC
- Información turística
- Información del aeropuerto
- Compañías de touroperadores (sucursales)
- Compañías aéreas (información)
- Zonas para fumadores
- Cambiapañales, guardería y parques infantiles
- Máquinas de juegos y vending
- Terrazas
- Empresas de alquiler de coches: AVIS, Budget, Europcar, Hertz, Enterprise Atesa y Owners Cars.[4]

## Disposición en el edificio
- En la planta baja se encuentran las llegadas, con las cintas de recogida de equipajes, las empresas de alquiler de coche así como el punto de información turística y un bar.
- En la primera planta se encuentran los 41 mostradores de facturación (la mitad cerrados en temporada baja), así como las oficinas de venta de viajes y diversos bares y la farmacia. También en esta planta se encuentra el acceso al control de seguridad.
  - También en la entrada de esta planta se encuentra el aparcamiento exprés.
- En la segunda planta se encuentra el control de seguridad y seguidamente las 16 puertas de embarque. También encontramos el Duty Free, tiendas y bares.
- En la tercera planta se encuentra la Sala Vip Tramuntana, con un mirador panorámico
- Frente al edificio terminal encontramos el aparcamiento de corta estancia. Junto a este, un moderno edificio dividido entre aparcamiento de larga estancia (plantas inferiores) y aparcamiento de los coches de alquiler (plantas superiores).

## Transporte
- Carril bici. Al llegar a la carretera de acceso, este esta conectado con el resto de red ciclista de la isla
- En un lateral de la terminal encontramos el aparcamiento de autobuses.
- Justo salir de la terminal por la planta de llegadas, encontramos a la derecha las paradas de taxi y a la izquierda las paradas de bus de línea.
  - Actualmente el aeropuerto está conectado mediante la línea 10 con la estación de autobuses de la ciudad de Mahón, (allí podrá hacer transbordo con otras líneas) un trayecto que dura entorno 10 minutos. Con una frecuencia de paso de 30 minutos en temporada alta y una hora en temporada baja. Así mismo la línea L16 conecta el aeropuerto con Ciudadela, realizando paradas en Alayor, Mercadal y Ferrerías.

##### Tarifas y horarios
- La línea 10 tiene un coste de 2.65 por persona. 
  - La primera expedición sale a las 05:55 y la última a las 23:25, esperando hasta el último vuelo en caso de retraso. 
    - En el siguiente enlace se detallan los horarios: https://menorca.tib.org/es/web/cime/autobus/linia/10
- Respecto al Taxi depende del destino, en el siguiente enlace se encuentra toda la información: http://aena.mobi/m/es/aeropuerto-menorca/taxi.html

## Códigos internacionales
- Código IATA: MAH
- Código OACI: LEMH

## Aerolíneas y destinos

### Destinos nacionales
| Ciudades               | Aeropuerto                                     | Aerolíneas                                                       |
| España                 | España                                         | España                                                           |
| ---------------------- | ---------------------------------------------- | ---------------------------------------------------------------- |
| Andalucía              |                                                |                                                                  |
| Málaga                 | Aeropuerto de Málaga-Costa del Sol             | Ryanair (Estacional)                                             |
| Sevilla                | Aeropuerto de Sevilla                          | Ryanair                                                          |
| Aragón                 |                                                |                                                                  |
| Zaragoza               | Aeropuerto de Zaragoza                         | Volotea (Estacional)                                             |
| Asturias               |                                                |                                                                  |
| Asturias               | Aeropuerto de Asturias                         | Volotea (Estacional)                                             |
| Islas Baleares         |                                                |                                                                  |
| Ibiza                  | Aeropuerto de Ibiza                            | Air Nostrum (Estacional)                                         |
| Palma de Mallorca      | Aeropuerto de Palma de Mallorca                | Air Nostrum / Uep!Fly                                            |
| Canarias               |                                                |                                                                  |
| Gran Canaria           | Aeropuerto de Gran Canaria                     | Binter Canarias (Estacional)                                     |
| Cantabria              |                                                |                                                                  |
| Santander              | Aeropuerto Seve Ballesteros-Santander          | Volotea (Estacional)                                             |
| Castilla y León        |                                                |                                                                  |
| León                   | Aeropuerto de León                             | Air Nostrum (Estacional)                                         |
| Cataluña               |                                                |                                                                  |
| Barcelona              | Aeropuerto Josep Tarradellas Barcelona-El Prat | Ryanair (Estacional) / Vueling                                   |
| Galicia                |                                                |                                                                  |
| Santiago de Compostela | Aeropuerto de Santiago-Rosalía de Castro       | Ryanair (Estacional)                                             |
| Comunidad de Madrid    |                                                |                                                                  |
| Madrid                 | Aeropuerto Adolfo Suárez Madrid-Barajas        | Air Nostrum / Iberia Express (Estacional) / Ryanair (Estacional) |
| País Vasco             |                                                |                                                                  |
| Bilbao                 | Aeropuerto de Bilbao                           | Volotea (Estacional) / Vueling (Estacional)                      |
| San Sebastián          | Aeropuerto de San Sebastián                    | Volotea (Estacional)                                             |
| Comunidad Valenciana   |                                                |                                                                  |
| Alicante               | Aeropuerto de Alicante-Elche                   | Ryanair (Estacional)                                             |
| Valencia               | Aeropuerto de Valencia                         | Air Nostrum / Ryanair (Estacional)                               |

### Destinos internacionales
| Ciudades por países | Nombre del aeropuerto                                  | Aerolíneas                                                                                     |
| Europa              | Europa                                                 | Europa                                                                                         |
| ------------------- | ------------------------------------------------------ | ---------------------------------------------------------------------------------------------- |
| Alemania            |                                                        |                                                                                                |
| Colonia             | Aeropuerto de Colonia/Bonn                             | Eurowings (Estacional)                                                                         |
| Düsseldorf          | Aeropuerto de Düsseldorf                               | Eurowings (Estacional) / TUIfly (Estacional)                                                   |
| Fráncfort del Meno  | Aeropuerto de Fráncfort del Meno                       | Discover Airlines (Estacional) / TUIfly (Estacional)                                           |
| Hannover            | Aeropuerto de Hannover                                 | TUIfly (Estacional)                                                                            |
| Múnich              | Aeropuerto Internacional de Múnich-Franz Josef Strauss | Discover Airlines (Estacional) / TUIfly (Estacional)                                           |
| Stuttgart           | Aeropuerto de Stuttgart                                | TUIfly (Estacional)                                                                            |
| Austria             |                                                        |                                                                                                |
| Viena               | Aeropuerto Internacional de Viena                      | Austrian Airlines (Estacional)                                                                 |
| Bélgica             |                                                        |                                                                                                |
| Bruselas            | Aeropuerto de Bruselas-National                        | TUI fly Belgium (Estacional)                                                                   |
| Bruselas            | Aeropuerto de Charleroi-Bruselas Sur                   | Ryanair (Estacional)                                                                           |
| Francia             |                                                        |                                                                                                |
| Brest               | Aeropuerto de Brest-Bretagne                           | Volotea (Estacional)                                                                           |
| Burdeos             | Aeropuerto de Burdeos-Mérignac                         | EasyJet (Estacional) / Volotea (Estacional)                                                    |
| Lille               | Aeropuerto de Lille-Lesquin                            | Volotea (Estacional)                                                                           |
| Lyon                | Aeropuerto de Lyon-Saint Exupéry                       | EasyJet (Estacional) / Volotea (Estacional)                                                    |
| Marsella            | Aeropuerto de Marsella-Provenza                        | Ryanair (Estacional) / Volotea (Estacional)                                                    |
| Montpellier         | Aeropuerto de Montpellier-Méditerranée                 | Volotea (Estacional)                                                                           |
| Nantes              | Aeropuerto de Nantes-Atlantique                        | EasyJet (Estacional) / Volotea (Estacional)                                                    |
| París               | Aeropuerto de París-Charles de Gaulle                  | EasyJet (Estacional)                                                                           |
| París               | Aeropuerto de París-Orly                               | Vueling (Estacional) / Transavia (Estacional)                                                  |
| Toulouse            | Aeropuerto de Toulouse-Blagnac                         | EasyJet (Estacional) / Ryanair (Estacional)                                                    |
| Irlanda             |                                                        |                                                                                                |
| Dublín              | Aeropuerto de Dublín                                   | Ryanair (Estacional)                                                                           |
| Italia              |                                                        |                                                                                                |
| Bérgamo             | Aeropuerto de Bérgamo-Orio al Serio                    | Ryanair (Estacional)                                                                           |
| Bolonia             | Aeropuerto Guglielmo Marconi de Bolonia                | Neos (Estacional) / Ryanair (Estacional)                                                       |
| Milán               | Aeropuerto de Milán-Linate                             | ITA Airways (Estacional)                                                                       |
| Milán               | Aeropuerto de Milán-Malpensa                           | EasyJet (Estacional) / Neos (Estacional)                                                       |
| Nápoles             | Aeropuerto Internacional de Nápoles                    | EasyJet (Estacional) / Ryanair (Estacional)                                                    |
| Roma                | Aeropuerto de Roma-Fiumicino                           | ITA Airways (Estacional) / Ryanair (Estacional)                                                |
| Venecia             | Aeropuerto de Sant'Angelo Treviso                      | Ryanair (Estacional)                                                                           |
| Verona              | Aeropuerto de Verona-Villafranca                       | Neos (Estacional)                                                                              |
| Países Bajos        |                                                        |                                                                                                |
| Ámsterdam           | Aeropuerto de Ámsterdam-Schiphol                       | Transavia (Estacional) / TUI Airlines Nederland (Estacional)                                   |
| Portugal            |                                                        |                                                                                                |
| Lisboa              | Aeropuerto de Lisboa                                   | EasyJet (Estacional) / TAP Air Portugal (Estacional)                                           |
| Oporto              | Aeropuerto de Oporto-Francisco Sá Carneiro             | EasyJet (Estacional)                                                                           |
| Reino Unido         |                                                        |                                                                                                |
| Belfast             | Aeropuerto Internacional de Belfast                    | EasyJet (Estacional) / Jet2.com (Estacional)                                                   |
| Birmingham          | Aeropuerto de Birmingham                               | Jet2.com (Estacional) / TUI Airways (Estacional)                                               |
| Bournemouth         | Aeropuerto de Bournemouth                              | Jet2.com (Estacional) / TUI Airways (Estacional)                                               |
| Brístol             | Aeropuerto de Brístol                                  | EasyJet (Estacional) / Jet2.com (Estacional) / TUI Airways (Estacional)                        |
| Cardiff             | Aeropuerto de Cardiff                                  | TUI Airways (Estacional)                                                                       |
| Edimburgo           | Aeropuerto de Edimburgo                                | Jet2.com (Estacional)                                                                          |
| Exeter              | Aeropuerto de Exeter                                   | TUI Airways (Estacional)                                                                       |
| Glasgow             | Aeropuerto Internacional de Glasgow                    | Jet2.com (Estacional)                                                                          |
| Leeds               | Aeropuerto de Leeds-Bradford                           | Jet2.com (Estacional)                                                                          |
| Liverpool           | Aeropuerto de Liverpool-John Lennon                    | Jet2.com (Estacional)                                                                          |
| Londres             | Aeropuerto de Londres-Gatwick                          | British Airways (Estacional) / easyJet / TUI Airways (Estacional)                              |
| Londres             | Aeropuerto de Londres-Luton                            | easyJet (Estacional)                                                                           |
| Londres             | Aeropuerto de Londres-Stansted                         | Jet2.com (Estacional) / Ryanair (Estacional) / TUI Airways (Estacional)                        |
| Mánchester          | Aeropuerto de Mánchester                               | EasyJet (Estacional) / Jet2.com (Estacional) / Ryanair (Estacional) / TUI Airways (Estacional) |
| Newcastle           | Aeropuerto Internacional de Newcastle                  | Jet2.com (Estacional) / TUI Airways (Estacional)                                               |
| Norwich             | Aeropuerto de Norwich                                  | TUI Airways (Estacional)                                                                       |
| Nottingham          | Aeropuerto de East Midlands                            | Jet2.com (Estacional) / Ryanair (Estacional) / TUI Airways (Estacional)                        |
| República Checa     |                                                        |                                                                                                |
| Praga               | Aeropuerto de Praga-Václav Havel                       | SmartWings (Estacional)                                                                        |
| Suiza               |                                                        |                                                                                                |
| Basilea             | Aeropuerto de Basilea-Mulhouse-Friburgo                | EasyJet (Estacional)                                                                           |
| Ginebra             | Aeropuerto de Ginebra                                  | EasyJet (Estacional) / Swiss (Estacional)                                                      |
| Zúrich              | Aeropuerto Internacional de Zúrich                     | Edelweiss Air (Estacional)                                                                     |

## Estadísticas
|                                      |
| Nota: Actualizado en febrero de 2016 |

|      | Pasajeros | Crecimiento · Decrecimiento | Operaciones | Crecimiento · Decrecimiento | Carga (toneladas) | Crecimiento · Decrecimiento |
| ---- | --------- | --------------------------- | ----------- | --------------------------- | ----------------- | --------------------------- |
| 2000 | 2.772.337 | -                           | 32.348      | -                           | 4.528             | -                           |
| 2001 | 2.825.147 | 1,9%                        | 32.787      | 1,4%                        | 4.206             | 7,1%                        |
| 2002 | 2.733.733 | 3,2%                        | 32.259      | 1,6%                        | 3,954             | 6,0%                        |
| 2003 | 2.704.838 | 1,1%                        | 32.288      | 0,1%                        | 3.705             | 6,3%                        |
| 2004 | 2.631.334 | 2,7%                        | 29.538      | 8,8%                        | 3.975             | 7,3%                        |
| 2005 | 2.590.733 | 1,5%                        | 29.428      | 0,4%                        | 3.829             | 3,7%                        |
| 2006 | 2.690.992 | 3,9%                        | 32.921      | 11,9%                       | 3.686             | 3,7%                        |
| 2007 | 2.776.458 | 3,2%                        | 33.802      | 2,7%                        | 3.668             | 0,5%                        |
| 2008 | 2.605.932 | 6,1%                        | 31.804      | 5,9%                        | 3.244             | 11,6%                       |
| 2009 | 2.433.666 | 6,6%                        | 28.189      | 11,4%                       | 2.621             | 19,2%                       |
| 2010 | 2.511.629 | 3,2%                        | 28.358      | 0,6%                        | 2.400             | 8,4%                        |
| 2011 | 2.576.200 | 2,6%                        | 28.042      | 1,1%                        | 2.070             | 13,7%                       |
| 2012 | 2.545.942 | 1,2%                        | 25.533      | 8,9%                        | 1.793             | 13,4%                       |
| 2013 | 2.565.462 | 0,8%                        | 24.419      | 4,4%                        | 1.636             | 8,7%                        |
| 2014 | 2.632.615 | 2,6%                        | 24.716      | 1,2%                        | 1.422             | 13,1%                       |
| 2015 | 2.867.482 | 8,9%                        | 28.687      | 16,1%                       | 1.502             | 5,6%                        |
| 2016 | 3.178.284 | 10,8%                       | 31.252      | 8,9%                        | 1.391             | 7,4%                        |
| 2017 | 3.434.615 | 8,1%                        | 30.293      | 3,1%                        | 1.374             | 1,2%                        |
| 2018 | 3.442.742 | 0,2%                        | 31.370      | 3,6%                        | 1.221             | 11,1%                       |
| 2019 | 3.495.025 | 1,5%                        | 31.594      | 0,7%                        | 1.238             | 1,4%                        |
| 2020 | 1.076.952 | 69,2%                       | 14.570      | 53,9%                       | 967               | 22,0%                       |
| 2021 | 2.325.323 | 115,9%                      | 26.134      | 79,4%                       | 889               | 8,0%                        |
| 2022 | 3.900.935 | 67,8%                       | 36.070      | 38,0%                       | 772               | 13,2%                       |
| 2023 | 4.045.211 | 3,7%                        | 35.667      | 1,1%                        | 688               | 10,8%                       |
| 2024 | 4.172.136 | 3,1%                        | 36.949      | 3,6%                        | 596               | 13,4%                       |

### Rutas más importantes
| Rank                                  | Destino                | Pasajeros | Crecimiento · Decrecimiento |
| ------------------------------------- | ---------------------- | --------- | --------------------------- |
| 1                                     | Barcelona              | 929.545   | 0,4%                        |
| 2                                     | Palma de Mallorca      | 407.403   | 5,6%                        |
| 3                                     | Madrid                 | 391.566   | 5,3%                        |
| 4                                     | Bilbao                 | 110.510   | 20,7%                       |
| 5                                     | Valencia               | 104.097   | 23,5%                       |
| 6                                     | Málaga                 | 43.270    | 13,7%                       |
| 7                                     | Sevilla                | 37.874    | 58,2%                       |
| 8                                     | Asturias               | 20.699    | 11,8%                       |
| 9                                     | Alicante               | 15.193    | 44,3%                       |
| 10                                    | Zaragoza               | 13.681    | 25,6%                       |
| 11                                    | Santiago de Compostela | 13.212    | 7%                          |
| 12                                    | La Coruña              | 10.406    | 7,8%                        |
| 13                                    | San Sebastián          | 9.086     | 14,5%                       |
| 14                                    | Ibiza                  | 8.906     | 16,2%                       |
| 15                                    | Gran Canaria           | 6.497     | 35,4%                       |
| 16                                    | Santander              | 4.960     | 2,1%                        |
| 17                                    | Vigo                   | 2.343     | 7,5%                        |
| 18                                    | León                   | 1.951     | 47,1%                       |
| 19                                    | Valladolid             | 1.652     | 0%                          |
| 20                                    | Murcia                 | 1.556     | 82,6%                       |
| Fuente: Estadísticas de tráfico aereo |                        |           |                             |

| Rank                                  | Destino          | Pasajeros | Crecimiento · Decrecimiento |
| ------------------------------------- | ---------------- | --------- | --------------------------- |
| 1                                     | Londres-Gatwick  | 233.165   | 6,5%                        |
| 2                                     | Mánchester       | 177.697   | 14,1%                       |
| 3                                     | París-Orly       | 118.781   | 6,1%                        |
| 4                                     | Londres-Stansted | 104.466   | 8%                          |
| 5                                     | Birmingham       | 87.296    | 10,9%                       |
| 6                                     | Milán-Malpensa   | 86.333    | 7,2%                        |
| 7                                     | Nottingham       | 69.706    | 2,0%                        |
| 8                                     | Brístol          | 68.897    | 6,9%                        |
| 9                                     | Lyon             | 55.209    | 32,7%                       |
| 10                                    | Marsella         | 53.404    | 0,3%                        |
| 11                                    | Londres-Luton    | 48.626    | 9,2%                        |
| 12                                    | Newcastle        | 44.668    | 2,9%                        |
| 13                                    | Lisboa           | 42.622    | 21,9%                       |
| 14                                    | Nantes           | 39.519    | 49,5%                       |
| 15                                    | Bérgamo          | 39.309    | 32,7%                       |
| 16                                    | Toulouse         | 38.720    | 15,7%                       |
| 17                                    | Burdeos          | 36.402    | 2,6%                        |
| 18                                    | Düsseldorf       | 34.417    | 10,2%                       |
| 19                                    | Roma-Fiumicino   | 32.996    | 98,1%                       |
| 20                                    | Oporto           | 31.543    | 24,3%                       |
| Fuente: Estadísticas de tráfico aereo |                  |           |                             |